# Arthur Nogueira (cantor)
Arthur Valente Nogueira (Belém, 22 de abril de 1988) é um cantor, compositor, violonista e jornalista brasileiro.

## Biografia
É formado em Jornalismo pela Universidade da Amazônia.
Radicado em São Paulo, foi apontado pelo jornal O Globo como o cantor e compositor responsável por “renovar a tradição dos poetas na canção brasileira”, com um trabalho “calcado no caráter clássico da canção”, mas nem por isso “menos interessado no contemporâneo”.
Lançou os álbuns Mundano (2009), Sem Medo Nem Esperança (2015), Presente - Antonio Cicero 70 (2016) e Rei Ninguém (2017), além dos EPs Entremargens (2013) e Coragem de Poeta (2019).
Organizou o livro "Encontros", que reúne entrevistas com o poeta e filósofo carioca Antonio Cicero.

## Obras

### Sem medo nem esperança (2015)
O álbum Sem Medo Nem Esperança saiu pelo selo Joia Moderna, do DJ Zé Pedro. Com direção artística de Marcus Preto, produção de Arthur Kunz (integrante da banda Strobo) e coprodução de Marcelo Segreto (da banda Filarmônica de Pasárgada), o CD reúne canções de Arthur Nogueira em parceria com Antonio Cicero, Omar Salomão, Marina Wisnik e Letícia Novaes. A faixa "Fim do Céu" foi composta por Arthur Nogueira sobre poema do sírio Adonis, traduzido para o português por Michel Sleiman. A faixa-título foi gravada por Gal Costa no álbum Estratosférica.
No mesmo ano, a canção "Preciso cantar", de Arthur Nogueira e Dand M, foi gravada por Cida Moreira.

### Presente (Antonio Cicero 70) (2016)
Em 2016, lançou o álbum Presente - Antonio Cicero 70, projeto idealizado pelo DJ Zé Pedro para comemorar os 70 anos do poeta carioca Antonio Cicero. Ao mesmo tempo em que revisita grandes sucessos, o álbum celebra o presente de um dos mais importantes letristas da música pop brasileira. Clássicos como “Inverno” e “O Último Romântico” ressurgem ao lado de novas canções, compostas por Arthur e Cicero, como “Antigo Verão (Embarque para Citera)”.
A parceria de Arthur Nogueira e Antonio Cicero começou em 2005, quando o artista paraense, então com 16 anos, musicou o soneto “Onda”, do livro “Guardar” (1996).

### Rei Ninguém (2017)
Em 2017, com patrocínio Natura Musical, gravou Rei Ninguém. Nesse álbum, o compositor abre novos universos poéticos, em músicas criadas para versos de Eucanaã Ferraz e Rose Ausländer, na versão em português de um clássico de Bob Dylan ("You're gonna make me lonesome when you go", que virou “Vou ficar tão só se você se for”) e com homenagens aos poetas Ferreira Gullar ("Lume") e Waly Salomão ("Consegui"). O álbum inclui duas novas parcerias com Antonio Cicero, "A hora certa" e "Consegui" (cantada com Fafá de Belém). Gravado ao vivo no estúdio, o álbum despe o artista da linguagem eletrônica dos trabalhos anteriores.
"Rei Ninguém" foi lançado em CD em 2017, com um circuito de shows por São Paulo, Belo Horizonte e Belém. A esperada versão LP, que conta com projeto gráfico da artista plástica paraense Elisa Arruda, chegou ao mercado no segundo semestre de 2018, com distribuição do Selo Circus.
O álbum foi indicado ao 19th Latin Grammy na categoria Best Engineered Album.      

### Coragem de Poeta (2019)
Em 2019, lançou o EP de voz e violão Coragem de Poeta, em que relê composições de Cazuza e Frejat, Renato Russo, María Elena Walsh, Orlando Morais e Antonio Cicero. A gravação foi realizada ao vivo na cidade natal do artista, Belém.
O EP motivou a turnê homônima, que impulsionou o artista para um circuito de shows na Europa. Em formato de voz e violão, Arthur Nogueira se apresentou em Paris, Londres e Berlim.
No mesmo ano, regravou o sucesso "Cantada (Depois de ter você)", de Adriana Calcanhotto, para o projeto Nada Ficou no Lugar.

### Singles e Parcerias
Em 2020, além da canção Salvador, de sua autoria, Arthur Nogueira apresentou parcerias inéditas com Fernanda Takai ("Pontal"), Zélia Duncan ("Dessas Manhãs Sem Amor"), Adília Lopes ("A Propósito de Estrelas") e Ronaldo Bastos ("Por Linhas Tortas").

## Produtor musical
Em sua carreira como produtor musical, Arthur Nogueira realizou os álbuns Humana (2019), da cantora Fafá de Belém, e Só, de Adriana Calcanhotto.

## Ligações Externas
- Site Oficial